# Campionato europeo maschile under 17 di pallavolo 2019
Il campionato europeo maschile under 17 di pallavolo 2019 si è svolto dal 13 al 21 luglio a Sofia, in Bulgaria: al torneo hanno partecipato dodici squadre nazionali under 17 europee e la vittoria finale è andata per la prima volta alla Francia.

## Qualificazioni
Al torneo hanno partecipato: la nazionale del paese organizzatore e undici nazionali qualificate tramite il torneo di qualificazione.

## Impianti
|                                                                  |                                                               |  |
|                                                                  |                                                               |  |
| Arena Armeec Città: Sofia Capienza: 12 373 Anno d'apertura: 2011 | Hristo Botev Hall Città: Sofia Capienza: - Anno d'apertura: - |  |

## Regolamento

### Formula
Le squadre hanno disputato una prima fase a gironi con formula del girone all'italiana; al termine della prima fase:
- Le prime due classificate di ogni girone hanno acceduto alla fase finale per il primo posto strutturata in semifinali, finale per il terzo posto e finale.
- La seconda e la terza classificata di ogni girone hanno acceduto alla fase finale per il quinto posto strutturata in semifinali, finale per il settimo posto e finale per il quinto posto.

### Criteri di classifica
Se il risultato finale è stato di 3-0 o 3-1 sono stati assegnati 3 punti alla squadra vincente e 0 a quella sconfitta, se il risultato finale è stato di 3-2 sono stati assegnati 2 punti alla squadra vincente e 1 a quella sconfitta.
L'ordine del posizionamento in classifica è stato definito in base a:
- Numero di partite vinte;
- Punti;
- Ratio dei set vinti/persi;
- Ratio dei punti realizzati/subiti;
- Risultati degli scontri diretti.

## Squadre partecipanti
| Squadra     | Qualificazione                                | Ultima partecipazione |
| ----------- | --------------------------------------------- | --------------------- |
| Bielorussia | 2ª al torneo di qualificazione (girone E)     | Turchia 2017          |
| Bulgaria    | Paese organizzatore                           | Turchia 2017          |
| Finlandia   | 1ª al torneo di qualificazione (girone NEVZA) | Turchia 2017          |
| Francia     | 1ª al torneo di qualificazione (girone C)     | Debutto               |
| Grecia      | 1ª al torneo di qualificazione (girone E)     | Turchia 2017          |
| Italia      | 1ª al torneo di qualificazione (girone WEVZA) | Turchia 2017          |
| Polonia     | 1ª al torneo di qualificazione (girone EEVZA) | Debutto               |
| Portogallo  | 1ª al torneo di qualificazione (girone B)     | Debutto               |
| Romania     | 1ª al torneo di qualificazione (girone D)     | Debutto               |
| Rep. Ceca   | 1ª al torneo di qualificazione (girone MEVZA) | Turchia 2017          |
| Russia      | 1ª al torneo di qualificazione (girone A)     | Turchia 2017          |
| Turchia     | 1ª al torneo di qualificazione (girone BVA)   | Turchia 2017          |

## Torneo

### Fase a gironi
| Girone I    | Girone II  |
| ----------- | ---------- |
| Bielorussia | Grecia     |
| Bulgaria    | Italia     |
| Finlandia   | Polonia    |
| Francia     | Portogallo |
| Romania     | Rep. Ceca  |
| Turchia     | Russia     |

#### Girone I

##### Risultati
| 13 luglio 2019 Hristo Botev Hall, Sofia Durata: 1h:02 - Spettatori: 100 | Bielorussia | 0 - 3 | Francia     | 15-25, 15-25, 13-25               |
| 13 luglio 2019 Hristo Botev Hall, Sofia Durata: 1h:06 - Spettatori: 250 | Bulgaria    | 3 - 0 | Romania     | 25-14, 25-14, 25-20               |
| 13 luglio 2019 Hristo Botev Hall, Sofia Durata: 1h:03 - Spettatori: 110 | Finlandia   | 0 - 3 | Turchia     | 19-25, 19-25, 17-25               |
| 14 luglio 2019 Hristo Botev Hall, Sofia Durata: 1h:07 - Spettatori: 100 | Francia     | 3 - 0 | Romania     | 25-18, 25-18, 25-21               |
| 14 luglio 2019 Hristo Botev Hall, Sofia Durata: 1h:52 - Spettatori: 580 | Turchia     | 2 - 3 | Bulgaria    | 15-25, 17-25, 25-22, 25-22, 10-15 |
| 14 luglio 2019 Hristo Botev Hall, Sofia Durata: 1h:35 - Spettatori: 100 | Bielorussia | 3 - 1 | Finlandia   | 22-25, 25-18, 25-18, 25-23        |
| 15 luglio 2019 Hristo Botev Hall, Sofia Durata: 1h:01 - Spettatori: 50  | Romania     | 0 - 3 | Turchia     | 11-25, 21-25, 21-25               |
| 15 luglio 2019 Hristo Botev Hall, Sofia Durata: 1h:18 - Spettatori: 450 | Bulgaria    | 3 - 0 | Bielorussia | 27-25, 25-21, 25-23               |
| 15 luglio 2019 Hristo Botev Hall, Sofia Durata: 1h:02 - Spettatori: 100 | Finlandia   | 0 - 3 | Francia     | 12-25, 13-25, 20-25               |
| 17 luglio 2019 Hristo Botev Hall, Sofia Durata: 1h:07 - Spettatori: 50  | Bielorussia | 3 - 0 | Romania     | 26-24, 25-19, 25-17               |
| 17 luglio 2019 Hristo Botev Hall, Sofia Durata: 1h:31 - Spettatori: 400 | Finlandia   | 1 - 3 | Bulgaria    | 25-18, 26-28, 13-25, 23-25        |
| 17 luglio 2019 Hristo Botev Hall, Sofia Durata: 1h:12 - Spettatori: 100 | Francia     | 3 - 0 | Turchia     | 25-14, 32-30, 25-17               |
| 18 luglio 2019 Hristo Botev Hall, Sofia Durata: 0h:58 - Spettatori: 50  | Romania     | 0 - 3 | Finlandia   | 17-25, 19-25, 12-25               |
| 18 luglio 2019 Hristo Botev Hall, Sofia Durata: 1h:04 - Spettatori: 500 | Bulgaria    | 0 - 3 | Francia     | 18-25, 22-25, 10-25               |
| 18 luglio 2019 Hristo Botev Hall, Sofia Durata: 1h:02 - Spettatori: 40  | Turchia     | 3 - 0 | Bielorussia | 25-14, 25-15, 26-24               |

##### Classifica
| Pos. | Squadra     | Pt | G | V | P | SV | SP | Ratio | PF  | PS  | Ratio |
| ---- | ----------- | -- | - | - | - | -- | -- | ----- | --- | --- | ----- |
| 1.   | Francia     | 15 | 5 | 5 | 0 | 15 | 0  | MAX   | 382 | 256 | 1,492 |
| 2.   | Bulgaria    | 11 | 5 | 4 | 1 | 12 | 6  | 2,000 | 407 | 371 | 1,097 |
| 3.   | Turchia     | 10 | 5 | 3 | 2 | 11 | 6  | 1,833 | 379 | 352 | 1,076 |
| 4.   | Bielorussia | 6  | 5 | 2 | 3 | 6  | 10 | 0,600 | 338 | 372 | 0,908 |
| 5.   | Finlandia   | 3  | 5 | 1 | 4 | 5  | 12 | 0,416 | 346 | 391 | 0,884 |
| 6.   | Romania     | 0  | 5 | 0 | 5 | 0  | 15 | 0,000 | 266 | 376 | 0,707 |

      Qualificata alle semifinali per il primo posto.
      Qualificata alle semifinali per il quinto posto.

#### Girone II

##### Risultati
| 13 luglio 2019 Arena Armeec, Sofia Durata: 1h:51 - Spettatori: 50 | Italia     | 3 - 1 | Polonia    | 21-25, 25-23, 25-20, 25-23        |
| 13 luglio 2019 Arena Armeec, Sofia Durata: 1h:10 - Spettatori: 75 | Portogallo | 3 - 0 | Grecia     | 25-20, 25-21, 25-19               |
| 13 luglio 2019 Arena Armeec, Sofia Durata: 1h:38 - Spettatori: 50 | Rep. Ceca  | 3 - 1 | Russia     | 19-25, 25-20, 25-20, 27-25        |
| 14 luglio 2019 Arena Armeec, Sofia Durata: 1h:55 - Spettatori: 50 | Italia     | 2 - 3 | Portogallo | 20-25, 25-22, 25-20, 19-25, 13-15 |
| 14 luglio 2019 Arena Armeec, Sofia Durata: 1h:13 - Spettatori: 50 | Polonia    | 3 - 0 | Russia     | 25-13, 25-22, 25-23               |
| 14 luglio 2019 Arena Armeec, Sofia Durata: 1h:37 - Spettatori: 40 | Grecia     | 1 - 3 | Rep. Ceca  | 25-18, 18-25, 15-25, 20-25        |
| 15 luglio 2019 Arena Armeec, Sofia Durata: 1h:46 - Spettatori: 40 | Portogallo | 1 - 3 | Polonia    | 25-27, 20-25, 25-20, 26-28        |
| 15 luglio 2019 Arena Armeec, Sofia Durata: 1h:59 - Spettatori: 70 | Rep. Ceca  | 2 - 3 | Italia     | 25-20, 23-25, 25-23, 20-25, 12-15 |
| 15 luglio 2019 Arena Armeec, Sofia Durata: 1h:13 - Spettatori: 40 | Russia     | 3 - 0 | Grecia     | 25-18, 25-16, 25-20               |
| 17 luglio 2019 Arena Armeec, Sofia Durata: 1h:50 - Spettatori: 50 | Portogallo | 1 - 3 | Rep. Ceca  | 30-32, 25-21, 17-25, 16-25        |
| 17 luglio 2019 Arena Armeec, Sofia Durata: 1h:30 - Spettatori: 80 | Polonia    | 3 - 1 | Grecia     | 25-13, 23-25, 25-17, 25-18        |
| 17 luglio 2019 Arena Armeec, Sofia Durata: 1h:39 - Spettatori: 50 | Italia     | 1 - 3 | Russia     | 25-22, 17-25, 17-25, 16-25        |
| 18 luglio 2019 Arena Armeec, Sofia Durata: 1h:13 - Spettatori: 80 | Rep. Ceca  | 0 - 3 | Polonia    | 21-25, 20-25, 22-25               |
| 18 luglio 2019 Arena Armeec, Sofia Durata: 1h:10 - Spettatori: 50 | Grecia     | 0 - 3 | Italia     | 23-25, 19-25, 21-25               |
| 18 luglio 2019 Arena Armeec, Sofia Durata: 1h:40 - Spettatori: 50 | Russia     | 3 - 1 | Portogallo | 25-15, 25-20, 26-28, 25-16        |

##### Classifica
| Pos. | Squadra    | Pt | G | V | P | SV | SP | Ratio | PF  | PS  | Ratio |
| ---- | ---------- | -- | - | - | - | -- | -- | ----- | --- | --- | ----- |
| 1.   | Polonia    | 12 | 5 | 4 | 1 | 13 | 5  | 2,600 | 439 | 386 | 1,137 |
| 2.   | Rep. Ceca  | 10 | 5 | 3 | 2 | 11 | 9  | 1,222 | 460 | 439 | 1,047 |
| 3.   | Italia     | 9  | 5 | 3 | 2 | 12 | 9  | 1,333 | 456 | 463 | 0,984 |
| 4.   | Russia     | 9  | 5 | 3 | 2 | 10 | 8  | 1,250 | 421 | 379 | 1,110 |
| 5.   | Portogallo | 5  | 5 | 2 | 3 | 9  | 11 | 0,818 | 445 | 466 | 0,954 |
| 6.   | Grecia     | 0  | 5 | 0 | 5 | 2  | 15 | 0,133 | 328 | 416 | 0,788 |

      Qualificata alle semifinali per il primo posto.
      Qualificata alle semifinali per il quinto posto.

### Fase finale

#### Finali 1º e 3º posto
|  | Semifinali | Semifinali | Semifinali |                 |    | Finale  | Finale    | Finale |
|  |            |            |            |                 |    |         |           |        |
|  | 1I         | Francia    | 3          |                 |    |         |           |        |
|  | 1I         | Francia    | 3          |                 |    |         |           |        |
|  | 2II        | Rep. Ceca  | 0          |                 |    |         |           |        |
|  | 2II        | Rep. Ceca  | 0          |                 | 1I | Francia | 3         |        |
|  |            |            |            |                 | 1I | Francia | 3         |        |
|  |            |            |            |                 |    | 2I      | Bulgaria  | 1      |
|  | 1II        | Polonia    | 1          |                 |    | 2I      | Bulgaria  | 1      |
|  | 1II        | Polonia    | 1          |                 |    |         |           |        |
|  | 2I         | Bulgaria   | 3          |                 |    |         |           |        |
|  | 2I         | Bulgaria   | 3          | Finale 3° posto |    |         |           |        |
|  |            |            |            |                 |    |         |           |        |
|  |            |            |            |                 |    | 2II     | Rep. Ceca | 0      |
|  |            |            |            |                 |    | 2II     | Rep. Ceca | 0      |
|  |            |            |            |                 |    | 1II     | Polonia   | 3      |

##### Semifinali
| 20 luglio 2019 Hristo Botev Hall, Sofia Durata: 1h:19 - Spettatori: 200 | Francia | 3 - 0 | Rep. Ceca | 28-26, 28-26, 25-15        |
| 20 luglio 2019 Hristo Botev Hall, Sofia Durata: 1h:37 - Spettatori: 99  | Polonia | 1 - 3 | Bulgaria  | 25-22, 21-25, 25-27, 23-25 |

##### Finale 3º posto
| 21 luglio 2019 Hristo Botev Hall, Sofia Durata: 1h:21 - Spettatori: 150 | Rep. Ceca | 0 - 3 | Polonia | 24-26, 26-28, 21-25 |

##### Finale
| 21 luglio 2019 Hristo Botev Hall, Sofia Durata: 1h:36 - Spettatori: 1 400 | Francia | 3 - 1 | Bulgaria | 25-20, 23-25, 25-20, 25-13 |

#### Finali 5º e 7º posto
|  | Semifinali | Semifinali  | Semifinali |                 |    | Finale  | Finale      | Finale |
|  |            |             |            |                 |    |         |             |        |
|  | 3I         | Turchia     | 3          |                 |    |         |             |        |
|  | 3I         | Turchia     | 3          |                 |    |         |             |        |
|  | 4II        | Russia      | 0          |                 |    |         |             |        |
|  | 4II        | Russia      | 0          |                 | 3I | Turchia | 0           |        |
|  |            |             |            |                 | 3I | Turchia | 0           |        |
|  |            |             |            |                 |    | 3II     | Italia      | 3      |
|  | 3II        | Italia      | 3          |                 |    | 3II     | Italia      | 3      |
|  | 3II        | Italia      | 3          |                 |    |         |             |        |
|  | 4I         | Bielorussia | 1          |                 |    |         |             |        |
|  | 4I         | Bielorussia | 1          | Finale 3° posto |    |         |             |        |
|  |            |             |            |                 |    |         |             |        |
|  |            |             |            |                 |    | 4II     | Russia      | 1      |
|  |            |             |            |                 |    | 4II     | Russia      | 1      |
|  |            |             |            |                 |    | 4I      | Bielorussia | 3      |

##### Semifinali
| 20 luglio 2019 Hristo Botev Hall, Sofia Durata: 1h:16 - Spettatori: 60 | Turchia | 3 - 0 | Russia   | 25-23, 27-25, 25-17        |
| 20 luglio 2019 Hristo Botev Hall, Sofia Durata: 1h:39 - Spettatori: 70 | Italia  | 3 - 1 | Bulgaria | 25-16, 25-22, 23-25, 25-20 |

##### Finale 7º posto
| 21 luglio 2019 Hristo Botev Hall, Sofia Durata: 1h:34 - Spettatori: 50 | Russia | 1 - 3 | Bielorussia | 18-25, 25-20, 15-25, 18-25 |

##### Finale 5º posto
| 21 luglio 2019 Hristo Botev Hall, Sofia Durata: 1h:12 - Spettatori: 100 | Turchia | 0 - 3 | Italia | 27-29, 20-25, 15-25 |

## Podio

### Campione
Formazione: 1 Louis Sakanoko-Nadirian, 2 Hilir Henno, 3 Lohan Lefaivre, 5 Anatole Chaboissant, 7 Enzo Blanc, 10 Marius Paumelle, 12 Louka Laumuno, 13 Liam Varier, 14 Denis Christiany, 16 Nathan Canovas, 17 Simon Magnin, 19 Téo Rotar, CT: Olivier Audabram

### Secondo posto
Formazione: 1 Borislav Nikolov, 3 Lazar Bouchkov, 4 Erik Stoev, 6 Viktor Nedyalkov, 8 Apostol Boyanov, 9 Vladimir Garkov, 10 Stoil Palev, 11 Aleksandăr Nikolov, 12 Georgi Tatarov, 13 Ivaylo Damyanov, 14 Vojn Vojnov, 15 Hristiyan Velikov, CT: Martin Stoev

### Terzo posto
Formazione: 2 Kajetan Kubicki, 3 Piotr Śliwka, 4 Kacper Pakos, 5 Aleksander Czerwiński, 6 Jakub Olszewski, 8 Tytus Nowik, 9 Kamil Szymendera, 10 Maksym Kędzierski, 11 Konrad Pacholski, 12 Szymon Górowski, 14 Jakub Hawryluk, 20 Jakub Szafrański, CT: Ariel Fijoł

## Classifica finale
| Pos     | Squadra     |
| ------- | ----------- |
| Oro     | Francia     |
| Argento | Bulgaria    |
| Bronzo  | Polonia     |
| 4       | Rep. Ceca   |
| 5       | Italia      |
| 6       | Turchia     |
| 7       | Bielorussia |
| 8       | Russia      |
| 9       | Portogallo  |
| 10      | Finlandia   |
| 11      | Grecia      |
| 12      | Romania     |

## Premi individuali
| Premio                | Nome                | Squadra   |
| --------------------- | ------------------- | --------- |
| MVP                   | Nathan Canovas      | Francia   |
| Miglior palleggiatore | Anatole Chaboissant | Francia   |
| Miglior opposto       | Georgi Tatarov      | Bulgaria  |
| Miglior schiacciatore | Vladimir Garkov     | Bulgaria  |
| Miglior schiacciatore | Hilir Henno         | Francia   |
| Miglior centrale      | Szymon Górowski     | Polonia   |
| Miglior centrale      | Tomas Bukacek       | Rep. Ceca |
| Miglior libero        | Enzo Blanc          | Francia   |